# 戦場のピアニスト
『戦場のピアニスト』（せんじょうのピアニスト、原題: The Pianist）は、第二次世界大戦におけるワルシャワを舞台とした、2002年のフランス・ドイツ・ポーランド・イギリスの合作映画。

## 概要
ユダヤ系ポーランド人のピアニスト、ウワディスワフ・シュピルマンの体験記を脚色して映像化している。
第55回カンヌ国際映画祭では最高賞であるパルムドールを受賞した。アメリカのアカデミー賞では7部門にノミネートされ、うち監督賞、脚色賞、主演男優賞（エイドリアン・ブロディ）の3部門で受賞した。

## ストーリー
1930年代後半、ポーランドのワルシャワ。ユダヤ人、ウワディスワフ・シュピルマンはピアニストとして活躍していた。しかし1939年9月、その生活が一変する。第二次世界大戦が勃発し、ナチスドイツはポーランド侵攻を開始、シュピルマンがスタジオで録音をしていたラジオ局はドイツ空軍による突然の爆撃を受け被害を受ける。なんとかスタジオを脱出したシュピルマンは混乱の中で友人ユーレクの妹ドロタと出会い、以降、僅かばかりの友好関係を築く。帰宅した彼は、イギリスとフランスがドイツに対して宣戦布告をしたことを海外のラジオ放送で知り、戦争は早期に終結すると信じて家族と共に喜ぶ。
しかし、状況は好転する事がなかった。ワルシャワはドイツ軍に占領され、親衛隊と秩序警察による過激な弾圧によって、ユダヤ人の生活は悪化してゆく。ダビデの星が印刷された腕章をつけることが義務付けられ、喫茶店や公園への立ち入りも制限される中、少しでも目立った行動をとるユダヤ人はナチス親衛隊の暴力にさらされるのだった。1940年後半には、ユダヤ人たちはワルシャワ・ゲットーに押し込められ、飢餓、迫害、そして死の恐怖に脅かされた。そんなある日、シュピルマンとその家族はその他多くのユダヤ人と共に親衛隊の命令で戸外に集められ、財産を取り上げられる。ほどなく彼らは絶滅収容所行きの家畜用列車に乗せられるが、シュピルマンだけは知り合いのユダヤ人ゲットー警察署長ヘラーの機転で救われ、その場を逃れる。
ひとり残されたシュピルマンは、移送されずに労働力として残された成人男性たちに混じり、ゲットー内で強制労働を課せられる。ここでシュピルマンは、ドイツがユダヤ人抹殺を計画しているらしいこと、そして生き残ったユダヤ人たちが蜂起の準備をしていることを知る。シュピルマンは慣れない肉体労働やドイツ人警察官から加えられる暴力に耐え切れずに倒れてしまうが、仲間の配慮で倉庫番や食料調達の仕事に回される。シュピルマンは蜂起への協力を志願し、食料調達の立場を利用してゲットーへの武器の持ち込みを手伝う。そんなある日、食料調達のため街（ゲットー外）に出かけたシュピルマンは市場で知人女性ヤニナを見かけ、彼女を頼ってゲットーの外に脱出することを決意する。
ゲットーを脱出したシュピルマンは、ヤニナとその夫アンジェイが加わる反ナチス地下活動組織に匿われて、ゲットーのすぐそばの建物の一室に隠れ住む。ほどなくユダヤ人たちのワルシャワ・ゲットー蜂起が起こり、シュピルマンは部屋の窓からドイツ側との激しい交戦を目の当たりにするが、蜂起は鎮圧され、ゲットー内の大半の人が殺される結果に終わる。
その後の1年で、ワルシャワの状況は一層悪化する。ヤニナとアンジェイが捕まったため隠れ家でのハンドリング役だったマレクも逃亡し、一人残されたシュピルマンは隣人に存在を気付かれ、隠れ家から逃避しなければならなくなった。マレクから緊急時に見るよう手渡されていたメモに書かれていた住所の家を訪ねると、姿を現したのはドロタだった。シュピルマンはドロタの夫ミルカに匿われ、監視の目の盲点を突くため、ドイツ当局が利用する病院や警察署の向かいにある隠れ家を提供される。しかし連絡員からの食料差し入れが滞り、内臓疾患で死にかけたこともあった。ミルカ一家はドロタの実家がある郊外に避難し、1944年8月、ポーランド人の抵抗勢力はワルシャワ蜂起を起こした。シュピルマンは今回も隠れ家の窓越しに事態の推移を見守るが、この蜂起もまたナチスドイツに鎮圧され、ワルシャワは報復として完膚なきまでの破壊を受ける。砲撃・放火やポーランド人狩りから逃げ惑うシュピルマンは、廃墟と化した都心の中で完全に孤立無援となった。
ある日、廃墟の中に立つ一軒家で食べ物をあさっていたシュピルマンは、OGÓRKIの缶詰を発見する。そこへドイツ軍がやって来て、屋根裏部屋に身を隠したシュピルマンは、何者かが弾くピアノソナタの旋律を耳にする。その後ドイツ人たちが立ち去り、夜になって何とか缶を開けようと悪戦苦闘していたシュピルマンは、運転兵だけを伴い再びやって来たドイツ陸軍将校ヴィルム・ホーゼンフェルトと鉢合わせしてしまう。シュピルマンを見つけたホーゼンフェルトは彼の素性を尋ね、彼がユダヤ人ピアニストであることを知るや、1階の居間に残されていたピアノを弾いてみるように促す。生き延びるために、数年間にわたり目の前にピアノがあっても触ることもできなかったシュピルマンだが、彼が弾くショパンのバラード第1番が廃墟の街に流れる。その見事なピアノの腕前に感服し、ドイツの敗退を予想するホーゼンフェルトは、この一軒家に拠点を設けた後、周囲の目を盗んで屋根裏部屋のシュピルマンに食料を差し入れる。包みの中にはライ麦パンとジャムと共に、缶切りが添えられていたのであった。
ソ連軍の砲声が迫り、ホーゼンフェルトはシュピルマンにオーバーコートと食料を渡して撤退する。別れ際にシュピルマンの名前（ドイツ語で楽師や演奏家を意味する）を初めて知ったホーゼンフェルトは、ピアニストに相応しいとの言葉を残して去った。しばらくして、拡声器でポーランド国歌を放送する1台のトラックが通り、次いでポーランド軍が現れた。ドイツ将校のコートを着込んだシュピルマンは兵士たちから誤射されるが、同じポーランド人であることが辛うじて伝わり、彼の逃亡生活はようやく終わったのだった。
終戦後、シュピルマンは同僚のバイオリニストに案内され、郊外を訪れた。収容所から解放されたバイオリニストが、ソ連軍に捕らえられた一群のドイツ軍将兵とこの場所で遭遇し、その中に「シュピルマンを助けた」と主張する男がいたのだった。しかし監視のソ連兵が割って入ったため、バイオリニストはそのドイツ人の名前を聞き取ることができず、その場所には彼の痕跡を示すものは何も残されていなかった。
物語はシュピルマンが演奏する大ポロネーズで締めくくられ、字幕ではホーゼンフェルトが1952年にソ連の強制収容所で死去、そしてシュピルマンが2000年に88歳で死去したことが示される。

## 原作
原作であるノンフィクションは、戦争直後のポーランドにおいて『ある都市の死』（Śmierć miasta）の題名で1946年に刊行された。冷戦下のポーランドでは、主人公シュピルマンを救ったのが旧敵国のドイツ人では好ましくないため、やむなくオーストリア人としたが、ポーランド共産主義政権の手によりすぐ絶版処分となった。以降、1960年代におけるポーランド国内での復刊の試みもポーランド政府による妨害にあい、ポーランド国内外で再版されることはなかった。シュピルマンの息子アンジェイ・シュピルマンが復刊に取り組み、1998年にドイツでドイツ語訳版（ISBN 343018987X）が出版された。イギリスで英訳版（ISBN 057506708X、ISBN 0753808609）が出版されたのは1999年になってからであった。
独題は "Das wunderbare Überleben"（奇跡の生存者）、英題は "The Pianist: The extraordinary story of one man's survival in Warsaw, 1939-1945"。
日本語は2000年に、佐藤泰一訳が春秋社で刊行され、題名は当初『ザ・ピアニスト―廃墟ワルシャワからの奇跡の生還』（ISBN 4393495217）だったが、2003年の日本での映画公開にあわせて『戦場のピアニスト』に改題再刊（新版2023年、ISBN 439349542X）された。
なお別の息子クリストファー・スピルマンによる続編的作品『シュピルマンの時計』（小学館、2003年）がある。

## キャスト
| 役名                                       | 俳優                         | 日本語吹替 |
| ------------------------------------------ | ---------------------------- | ---------- |
| ウワディスワフ・シュピルマン：ウェイディク | エイドリアン・ブロディ       | 宮本充     |
| ヴィルム・ホーゼンフェルト陸軍大尉         | トーマス・クレッチマン       | 原音使用   |
| ドロタ                                     | エミリア・フォックス         | 岡寛恵     |
| ユーレク                                   | ミハウ・ジェブロフスキー     | 成田剣     |
| ヘンリク                                   | エド・ストッパード           | 関俊彦     |
| 父                                         | フランク・フィンレー         | 北村和夫   |
| 母                                         | モーリン・リップマン         | 寺田路恵   |
| ナチス親衛隊将校                           | ワーニャ・ミュエス           | 廣田行生   |
| リパ                                       | リチャード・リディングス     | 藤本譲     |
| ベネク                                     | アンドゼ・ブルーメンフェルド | 稲葉実     |
| ヤニナ                                     | ルース・プラット             | 深見梨加   |
| マヨレク                                   | ダニエル・カルタジローン     | 藤原啓治   |
| アンジェイ（ヤニナの夫）                   | ロナン・ヴィバート           | 後藤敦     |
| ミルカ（ドロタの夫）                       | ヴァレンタイン・ペルカ       | 牛山茂     |
| イーツァク・ヘラー（ユダヤ人警察）         | ロイ・スマイルズ             | 諸角憲一   |
| ハリーナ                                   | ジェシカ・ケイト・マイヤー   | 冨永みーな |
| レギーナ                                   | ジュリア・レイナー           | 唐沢潤     |
| イェフーダ                                 | ポール・ブラッドリー         | 宝亀克寿   |
| エーリック                                 | ジョン・ベネット             | 加藤精三   |
| グリュン                                   | シリル・シャプス             | 村松康雄   |
| 羽根飾りのレディ                           | ノミ・シャロン               | 沢田敏子   |
| パンを売る女                               |                              | さとうあい |

- その他の日本語吹き替え：甲斐田裕子／紗川じゅん／坂東尚樹／鈴木佳由／高宮俊介
- ホーゼンフェルトをはじめとするドイツ人（ポーランド語[3]を話す場合は除く）や、シュピルマンなどがドイツ語[4]で会話する際は日本語吹き替えがされず、日本語訳字幕が流れるだけである。特に後半からは字幕のみのシーンが大部分となる。

## 劇中で演奏されたピアノ曲
その多くがショパン作曲のものである。
- 夜想曲第20番 嬰ハ短調「レント・コン・グラン・エスプレッシオーネ」 - オープニングと戦争終結後のラジオ局のスタジオで演奏。予告編でも使用されており、作品のテーマ曲となっている。
- 夜想曲第19番 ホ短調 作品72-1
- 夜想曲第13番 ハ短調 作品48-1
- バラード第2番 ヘ長調作品38
- ワルツ第3番 イ短調 作品34-2「華麗なる円舞曲」
- 24の前奏曲 作品28 第4番 ホ短調
- マズルカ第13番 イ短調 作品17-4 - 隠れ家の隣室から聞こえてくる曲。
- バラード第1番 ト短調 作品23 - ホーゼンフェルトに求められての演奏。 
使用ピアノは「ペレツィーナ」。曲の中盤約4分間は演奏されていない。
原作では、ホーゼンフェルトに求められて演奏した曲は、夜想曲第20番。
- アンダンテ・スピアナートと華麗なる大ポロネーズ 変ホ長調 作品22 - エンディングでの演奏。
「華麗なる大ポロネーズ」の部分をオーケストラ伴奏で演奏している。使用ピアノは「スタインウェイ」。
演奏はいずれもワルシャワ国立フィルハーモニー管弦楽団、ヤヌシュ・オレイニチャク（ピアノ）、タデウシュ・ストゥルガワ（指揮）。

なおショパン以外の曲はこれらである。
- ピアノソナタ第14番 嬰ハ短調 作品27-2「月光」（ベートーヴェン） - 廃墟の中のピアノでホーゼンフェルトが演奏していた曲。
- 無伴奏チェロ組曲第1番 ト長調 BWV1007（J.S.バッハ） - ドロタが演奏していた曲。